# Glenea menesioides
Glenea menesioides är en skalbaggsart som beskrevs av Stefan von Breuning 1969. Glenea menesioides ingår i släktet Glenea och familjen långhorningar. Inga underarter finns listade i Catalogue of Life.